# Федоренко Микола Трохимович
Микола Трохимович Федоренко (9 листопада 1912, П'ятигорськ — 2 жовтня 2000, Велінград, Болгарія) — радянський філолог-сходознавець, державний і громадський діяч, доктор філологічних наук (1943), професор (1953), член-кореспондент АН СРСР по Відділенню літератури і мови (китайська філологія) (з 20.06.1958). Член Центральної Ревізійної Комісії КПРС у 1966—1971 роках. 

## Життєпис
У 1937 році закінчив китайське відділення Московського інституту сходознавства. У 1939 році аспірантуру Московського інституту сходознавства. Учень Василя Алексєєва.
З 1939 року працював у Народному комісаріаті закордонних справ СРСР.
Член ВКП(б) з 1943 року.
У 1946—1948 роках — радник Посольства СРСР в Китаї.
У 1948—1949 роках — завідувач I-го Далекосхідного відділу МЗС СРСР.
У 1950—1952 роках — радник Посольства СРСР в Китайській Народній Республіці.
У 1952 — квітні 1953 року — завідувач I-го Далекосхідного відділу МЗС СРСР. У квітні 1953 — 1955 року — завідувач відділу країн Далекого Сходу МЗС СРСР. З 1954 року — член колегії МЗС СРСР.
У 1955—1958 роках — заступник міністра закордонних справ СРСР.
15 червня 1958 — 16 липня 1962 року — надзвичайний і повноважний посол СРСР в Японії.
У січні 1963 — 1968 року — постійний представник СРСР при ООН і представник СРСР в Раді Безпеки ООН.
У 1968—1988 роках — старший науковий співробітник, головний науковий співробітник Інституту сходознавства Академії наук СРСР.
У 1970—1988 роках — Головний редактор журналу «Иностранная литература».
З 1971 року — секретар правління Спілки письменників СРСР.
31 серпня 1973 року підписав Лист групи радянських письменників про Солженіцина і Сахарова.
Наприкінці 1980-х одружився з громадянкою Болгарії Лілією Тодорова і переїхав до неї. Спочатку вони жили в Софії, з 1990 року — у Велінграді.
Помер 2 жовтня 2000 року у Велінграді.

## Нагороди та відзнаки
- два ордени Леніна
- орден Жовтневої Революції (05.11.1982)
- два ордени Трудового Червоного Прапора (…; 16.11.1984)
- орден Дружби народів (17.09.1975)
- два ордени «Знак Пошани» (05.11.1945; …)
- медаль «За трудову доблесть»